# Estación de Palautordera
Palautordera es una estación ferroviaria situada en el municipio español de Santa María de Palautordera, en la provincia de Barcelona, comunidad autónoma de Cataluña. Forma parte de la línea R2 de Cercanías Barcelona.

## Situación ferroviaria
La estación se encuentra en el punto kilométrico 46,9 de la línea férrea Barcelona-Cerbère en su sección entre Barcelona y Massanet a 191 metros de altitud. El tramo es de vía doble y está electrificado.

## Historia
La estación fue inaugurada el 27 de agosto de 1860 con la puesta en marcha del tramo Granollers - Empalme (situado en Massanet) siendo este último punto el lugar en el que se unieron el trazado por el interior por Granollers con el trazado por la costa que prolongaba la línea Barcelona-Mataró. Las obras y explotación inicial corrieron a cargo de la Compañía de los Caminos de Hierro de Barcelona a Granollers también llamada Compañía de los Caminos de Hierro del Norte de Barcelona. Varias fusiones y uniones empresariales tan habituales en el ferrocarril de finales del siglo XIX hicieron que la estación pasara por diferentes manos hasta recalar en TBF en 1875 que aglutinó varias de las pequeñas compañías de la época que operaban en la zona de Cataluña. En 1889, TBF acordó fusionarse con la poderosa MZA, dicha fusión se mantuvo hasta que en 1941 la nacionalización del ferrocarril en España supuso la desaparición de todas las compañías privadas existentes y la creación de RENFE. 
Desde el 31 de diciembre de 2004 Renfe Operadora explota la línea mientras que Adif es la titular de las instalaciones ferroviarias.

## La estación
Si bien conserva su antiguo edificio para viajeros de base rectangular, dos alturas y disposición lateral a las vías, el mismo permanece cerrada y prácticamente abandonado. A cambio se ha dotado los andenes de pequeños refugios. Cuenta con dos vías generales (vías 1 y 2) y dos andenes laterales.

## Servicios ferroviarios
Todos los trenes de cercanías (salvo 2 o 3) que por aquí pasan hacia el norte tienen como destino San Celoni y los demás que paran son regionales cadenciados con destino Cerbère u origen Portbou que paran en todas las estaciones del tramo norte de la línea R2 y todos con cabecera en Barcelona-Sants.
| << cabecera                    | < estación        | línea | estación > | cabecera >>                  |
| ------------------------------ | ----------------- | ----- | ---------- | ---------------------------- |
| Rodalies de Catalunya de Renfe |                   |       |            |                              |
| Aeropuerto                     | Llinás del Vallés |       | San Celoni | San Celoni Massanet-Massanas |